# 司马叔道
司马叔道（？—？），河内温县（今河南省焦作市温县）人，东晋宗室，章武王之子，一说为河间景王司马昙之之子。
义熙六年（410年）六月，司马国璠、司马叔璠、司马叔道一起投奔后秦，姚兴对他们说：“刘裕正在诛杀桓玄，匡复晋朝，诸位为什么而来？”司马国璠等人说：“刘裕和叛乱的歹徒削弱王室，我们宗族中修身有成就的人没有不被杀害的。刘裕正是国家的祸患，更甚于桓玄。我们是逃避而来，不是忠诚于您，而是逃避死亡。”姚兴赞赏这番话，任命司马国璠为建义将军、扬州刺史，司马叔道为平南将军、兖州刺史，并赐给他们住宅。